# Бальцарек, Виктор
Виктор Бальцарек (пол. Wiktor Balcarek, 29 декабря 1915, Свентохловице, Польша — 30 августа 1998, Бытом, Польша) — польский шахматист, чемпион Польши по шахматам (1950).

## Биография
С 1949 по 1957 год шесть раз играл в финалах чемпионатов Польши по шахматам, а в 1950 году в Бельско-Бяла стал победителем турнира.
Многократный участник командных первенств Польши, в которых играл за команды города Катовице и завоевал одну золотую (1958), три серебряные (1957, 1959, 1973) и восемь бронзовых медалей (1946, 1955, 1956, 1960, 1963, 1965, 1968, 1970).
В 1956 году представлял сборную Польши на шахматной олимпиаде в Москве.